# واين ويليامز
تشارلز إريل واين-ويليامز (بالإنجليزية: C. E. Wynn-Williams)‏ عالم فيزياء ولد في الخامس من مارس سنة 1903م وتوفي في أغسطس سنة 1979م . كان له نشاط ملحوظ في الأبحاث المتعلقة بالأجهزة الإلكترونية المستخدمة في الفيزياء النووية، وساهم عمله هذا في تطوير أجهزة الكمبيوتر الحديثة.